# Prairie Raiders
Prairie Raiders è un film del 1947 diretto da Derwin Abrahams.
È un western statunitense con Charles Starrett, Nancy Saunders, Mark Roberts e Smiley Burnette. Fa parte della serie di film western della Columbia incentrati sul personaggio di Durango Kid.

## Produzione
Il film, diretto da Derwin Abrahams su una sceneggiatura di Ed Earl Repp, fu prodotto da Colbert Clark per la Columbia Pictures e girato dal 31 ottobre all'8 novembre 1946. Il titolo di lavorazione fu Whispering Range.

## Distribuzione
Il film fu distribuito negli Stati Uniti dal 29 maggio 1947 al cinema dalla Columbia Pictures. È stato distribuito anche in Brasile con il titolo Bandoleiros dos Prados.

## Promozione
Le tagline sono:
- NERVE-THRILLING ACTION! HEART-THRILLING SONGS!
- DURANGO'S SHOOTIN'! BANDITS ARE LOOTIN'! SMILEY'S WHOOPIN'!
- DURANGO'S SLINGIN' HOT LEAD! SMILEY'S SINGIN' HIT TUNES!
- Charles STARRETT - Smiley BURNETTE - THE WEST'S BEST ACTION AND FUN TEAM!
- HIT THE TRAIL...TO ROARING ADVENTURE!
- IT'S SHOOTIN' TIME